# Ր
Das Rê (Ր und ր) ist der 32. Buchstabe des armenischen Alphabets. Der Buchstabe stellt den Laut [⁠ɹ⁠] dar und wird im Deutschen mit dem Buchstaben R transkribiert.
Es ist dem Zahlenwert 5000 zugeordnet. 

## Zeichenkodierung
Das Rê ist in Unicode an den Codepunkten U+0550 (Großbuchstabe) bzw. U+0580 (Kleinbuchstabe) zu finden.